# Marlon Escoto
Marlon Oniel Escoto Valerio (San Matías, 17 de julio de 1976) es delegado presidencial de Cambio Climático en Honduras, y ostentó el cargo de Ministro de Educación Pública en ese país.

## Biografía
Sus padres son Danilo Escoto Blandón y Mirtila Valerio Castellanos, y es uno de seis hermanos. Realizó sus estudios primarios en la Escuela Urbana Mixta Miguel Paz Barahona de su localidad natal, y los secundarios en el Instituto Departamental de Oriente en Danlí donde se graduó de bachiller en Ciencias y Letras. Durante un mes estudió periodismo en la Universidad Nacional Autónoma de Honduras, pero desistió para luego estudiar ingeniería agrónoma en la Escuela Nacional de Agricultura.
Se graduó como ingeniero agrónomo en la Escual Nacional de Agricultura (ENA) ahora Universidad Nacional de Agricultura (UNA) con sede en Catacamas, Olancho. Es diplomado de Formación Pedagógica en Educación Superior (Universidad Pedagógica Nacional Francisco Morazán) y tiene una Maestría en Asentamientos Humanos y Medio Ambiente otorgada por la Universidad Católica de Chile. Cabe señalar que también ejerce como rector de la Universidad Nacional de Agricultura en Olancho.
En el año 2012, Porfirio Lobo Sosa, juramentó a Marlon Escoto como Ministro de Educación por un periodo de dos años. De igual forma, el 30 de enero de 2014, fue ratificado por cuatro años más por el actual presidente de la república Juan Orlando Hernández. Dejó el cargo en enero de 2017.[cita requerida]